# Фрэнсис Филд
Фрэнсис Филд (англ. Francis Field) — стадион, расположенный в Сент-Луисе, штата Миссури. Стадион был специально построен для проведения третьих по счёту Олимпийских игр и первых международных игр, которые прошли в Западном полушарии. Во время летних Олимпийских игр 1904 года с 16 по 23 ноября здесь проходили соревнования по футболу. Во время проведения эстафеты огня приуроченной летним Олимпийским играм 1984 и 1996 года путь факелоносцев проходил через этот стадион.

## История
После Олимпиады 1904 года Фрэнсис Филд стал домашним стадионом для футбольной команды «Медведи» университета Вашингтона. Первая игра прошла в сентябре 1905 года и завершилась победой «медведей» на командой Вестминстерским колледжемсо счётом 59:0. В 1984 году было принято решение о проведении первой крупномасштабной реконструкции стадиона Фрэнсис Филд, спустя почти восьмидесяти лет с момента открытия. Был проведен демонтаж старых конструкций стадиона, а также выступов под углом с обоих концов стадиона. Количество посадочных мест было уменьшено до 4 тысяч. Были добавлены новые стойки с окнами для продажи билетов, а также разбита новая беговая дорожка с синтетическим покрытием на четыре полосы, которая получила название — James Butler Bushyhead track. Второй капитальный ремонт был проведен в 2003 году. Было обновлено бетонное покрытие, претерпел изменение внешний вид. Были добавлены места для инвалидов, а подъезды к ним оборудованы пандусами. Помещение для прессы было расширено, а крыша обновлена.